# Francesc Solé Plana
Francesc Solé Plana   (1900 - valor desconegut) va ser un lluitador català, especialista en lluita grecoromana, que va competir durant la dècada de 1920 representant l'Ateneu Enciclopèdic Popular de Barcelona. El 1924 va prendre part en els Jocs Olímpics de París, on va disputar la competició del pes mitjà del programa de lluita grecoromana.